# Gail Fisher

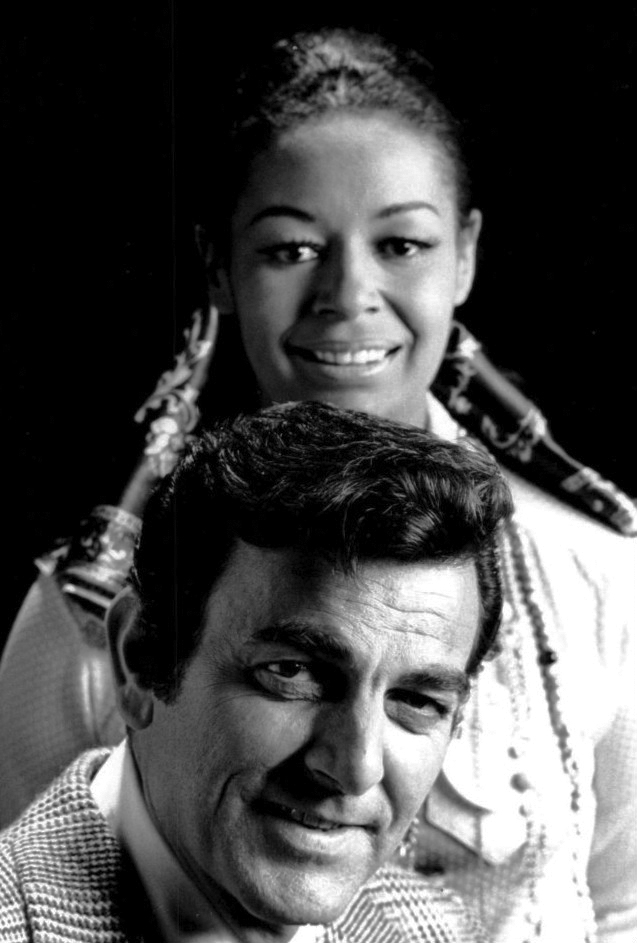
Avec M. Connors pour la série Mannix (1970).

Gail Fisher, née le 18 août 1935 à Orange, New Jersey (États-Unis) et morte le 2 décembre 2000 à Culver City (Californie), est une actrice afro-américaine. Elle a connu une notoriété internationale pour son interprétation du rôle de Peggy Fair, la secrétaire du détective privé Joe Mannix dans la série Mannix. Dans ce rôle, elle a gagné deux Golden Globe et un Emmy Award. Elle est la première femme noire à gagner un Golden Globe .

## Biographie
Dernière née d'une fratrie de cinq enfants, Abigaïl Fisher a vu le jour à Orange (New Jersey). Son père meurt alors qu'elle n'a que deux ans, aussi est-elle élevée par sa mère, Ona Fisher, qui tient un salon de coiffure à domicile dans la banlieue de Potter's Crossing à Edison (New Jersey). Elle passe sa licence à Metuchen. Adolescente, elle est pom-pom girl et participe à plusieurs concours de beauté : elle obtient les titres de Miss Transit, de Miss Black New Jersey, et de Miss Press Photographer,.
Lauréate d'un concours organisé par Coca-Cola, Gaïl Fisher obtient une bourse pour deux années à l’American Academy of Dramatic Arts. Elle travaille ainsi sous la direction de Lee Strasberg et devient membre du Repertory Theater du Lincoln Center ; là, elle travaille avec Elia Kazan et Herbert Blau,. Parallèlement, elle gagne sa vie comme mannequin.
Gaïl Fisher fait sa première apparition à la télévision en 1960 dans l'émission Play of the Week. Toujours au début des années 1960, elle joue dans une publicité pour la lessive Sun, et affirmera par la suite que cette publicité a fait d'elle « la première femme noire... — non, mettons même le premier noir tout court, — à tourner une publicité télé avec du texte devant les caméras ». En 1965, Herbert Blau lui confie un rôle dans sa mise en scène de La Mort de Danton. 
Elle apparaît pour la première fois dans la série télévisée Mannix au cours de la deuxième saison, marquée par le départ de Mannix du bureau de détectives Intertect pour se mettre à son compte. En 1968, on la retrouve dans certains épisodes de la série télévisée Mes trois fils, Love, American Style, et Room 222.
En 1970, son interprétation dans Mannix est couronnée par l'attribution de l'Emmy Award pour le  meilleur second rôle dans une série télévisée dramatique : elle surclasse pour l'occasion Susan Saint James (avec Les Règles du jeu) et Barbara Anderson (pour L'Homme de fer), et devient la première femme noire à remporter un Emmy Award,. Son interprétation de la secrétaire du détective Mannix lui vaut aussi deux Golden Globes et le statut de première actrice afro-américaine à recevoir cette récompense américaine de cinéma et de télévision. À l'arrêt de la série Mannix, en 1975, elle se fait plus rare à l'écran. Elle est artiste invitée dans un épisode de la série L'Ombre blanche, en 1980.
Elle disparaît à Los Angeles le 2 décembre 2000, à l'âge de 65 ans, à la suite d'une insuffisance rénale.

## Filmographie

### Cinéma
- 1987 : Mankillers (en) de David A. Prior : Joan Hanson

### Téléfilms
- 1972 : Every Man Needs One (en) de Jerry Paris : Pauline Kramer
- 1990 : Coma (Donor) de Larry Shaw : Secrétaire

### Séries télévisées
- 1959 : Play of the Week (en) : Joyce Lane
- 1962 : Les Accusés (The Defenders) : La chanteuse
- 1963 : Hôpital central (General Hospital) : Juge Heller
- 1967 : He & She (en) : Helen
- 1967 : The Second Hundred Years (en) : Young Matron
- 1968 : Mes trois fils (My Three Sons) : Carla
- 1968 - 1975 : Mannix : Peggy Fair, secrétaire de Mannix
- 1969-1971 : Love, American Style : Mercy / Penny
- 1970 : Insight : Mrs. Carter
- 1971 : Room 222 : Diana Brown
- 1975 : Médecins d'aujourd'hui (Medical Center) : Bonnie Horne
- 1979 : L'Île fantastique (Fantasy Island) : Dr Frantz
- 1983 : K 2000 (Knight Rider) : Thelma
- 1985 : Hôtel (Hotel) : Fran Willis
- 1986 : He's the Mayor (en) : Lila

## Distinctions

### Récompenses
- Emmy Award : Meilleure actrice dans un second rôle (saison 1969-1970)
- Golden Globe Award 1971 : Meilleure actrice dans un second rôle - Série Télévisée[6]
- Golden Globe Award 1972 : Meilleure actrice dans un second rôle - Série ou  Téléfilm (nommée)
- Golden Globe Award 1973 : Meilleure performance d'une actrice dans une série télévisée - Drame
- Primetime Emmy Award 1973 : Meilleure interprétation féminine dans un rôle secondaire dans une série télévisée dramatique, pour le rôle de Peggy Fair dans Mannix
- Golden Globe Award 1974 : Meilleure performance d'une actrice dans un second rôle dans une série, une série limitée ou un téléfilm (nommée)